# Sternhaus (Quedlinburg)
Das Sternhaus ist ein Ortsteil Gernrodes, das seinerseits als Ortsteil Stadt Gernrode zu Quedlinburg im sachsen-anhaltischen Landkreis Harz gehört. Darüber hinaus ist es als Jagdhaus im örtlichen Denkmalverzeichnis eingetragen.

## Lage
Das Sternhaus liegt an der Landesstraße L 243 von Gernrode nach Harzgerode südlich von Gernrode. Am Sternhaus treffen insgesamt acht Wege aufeinander. Eine Buslinie verbindet den Ortsteil mit Gernrode, in der Nähe gibt es die Haltepunkte Sternhaus-Haferfeld und Sternhaus-Ramberg der Selketalbahn.

## Geschichte
Im Jahre 1653 wurde von Gernrode aus ein Fahrweg in den Bereich des heutigen Sternhauses angelegt. Der aus acht Wegen gebildete Wegestern wurde in der Zeit um 1740 auf Anweisung des Fürsten Victor Friedrich von Anhalt-Bernburg angelegt. Einige Jahre später bestanden bereits einige Gebäude. Eine erste urkundliche Erwähnung eines Wind- und Sternschuppens stammt aus dem Jahr 1744. Er diente als Mittelpunkt der Parforcejagden. 1754 entstand ein neuer Wildschuppen, der zur Auerhahnjagd genutzt wurde. Der Bau war als achteckiges Fachwerkhaus ausgeführt. In der Zeit zwischen 1767 und 1771 ließ der Fürst an der Stelle des Schuppens ein Jagdhaus errichten. Zugleich wurde ein von Säulen getragener achteckiger Sternhausrundbau in Fachwerkbauweise errichtet. Der fürstliche Hof in Ballenstedt veranstaltete eine Schlittenpartie zum Sternhaus. Diese Veranstaltung wurde 1782 wiederholt. 1784 wurde im Sternhaus ein großes Jagdessen durchgeführt. Ein Amtsweg zum Sternhaus wurde 1789 angelegt. Im Jahre 1795 wurde das Sternhaus ausgebaut. Bis 1820 war das Jagdhaus mit Stroh gedeckt und erhielt sodann eine Deckung aus Holzschindeln. Während des 18. Jahrhunderts hatte der Wirt des Sternhauses auch über den Spiegelhof die Aufsicht zu führen. Eine Lithografie aus der Zeit um 1850 zeigt das Sternhaus mit einer Spitze.
Im Jahr 1891 wurde im Sternhaus eine Gaststätte eingerichtet. 1936 wurde in einer Entfernung von 120 Metern ein neues Forsthaus gebaut und die bis dahin bestehende Einheit von Gast- und Forsthaus aufgelöst. 1961 wurde das Sternhaus an den VEB Baumaschinen Gatersleben abgetreten, wobei das Haus auch weiterhin öffentlich zugänglich blieb. Gastwirt war über einen langen Zeitraum ein Herr Grüneberg.
1976 wurde der markante achteckige Saal wegen Schwammbefalls abgerissen. Es erfolgte ein neuer, allerdings nicht stilgerechter Saalneubau. Als neue Wirtsleute übernahmen Petra und Dieter Sedlak die Gaststätte. Nach einer Renovierung erfolgte am 30. November 1987 eine Neueröffnung. Die Wirtsfamilie Sedlak erwarb das Sternhaus dann im Jahr 1995.
Zur heutigen Bebauung gehören zweigeschossige Fachwerkhäuser vom Ende des 19. Jahrhunderts. Das Gasthaus verfügt an den Giebelseiten über jeweils zwei kleine Schildwappen. Ältester vorhandener Bau ist ein Wirtschaftsgebäude, das in Teilen bereits im 18. Jahrhundert entstand.
Die Bewirtschaftung wurde im Oktober 2018 eingestellt, der Beherbergungs- und Gaststättenbetrieb im Mai 2022 sodann wieder aufgenommen.